# Om natten
Om natten er en dansk kortfilm fra 2007, instrueret og skrevet af Christian E. Christiansen. Filmen handler om tre unge piger, der bliver indlagt på et hospital, fordi de har kræft.
Ved Oscaruddelingen 2008 var den nomineret til en Oscar for bedste kortfilm, men tabte til Le Mozart des Pickpockets.
Kortfilmen blev forlænget med nye scener og en udvidet baggrundshistorie, og udgivet som spillefilmen Dig og mig.

## Medvirkende
- Julie Ølgaard – Stephanie
- Laura Christensen – Sara
- Neel Rønholt – Mette
- Henrik Prip – Torben